# Chœur de chambre Mélisme(s)
Le Chœur de chambre Mélisme(s) est un Choeur de chambre français qui a pour objectif la diffusion du répertoire vocal polyphonique.

## Historique
Créé en 2003 avec la volonté de diffuser le répertoire vocal polyphonique a cappella ou avec accompagnement (piano ou ensemble instrumental), Mélisme(s) privilégie aujourd'hui trois axes principaux :
- le romantisme et le XIXe siècle allemand (Schubert, Brahms, Schumann, etc.) ;
- la musique française (fin XIXe siècle-début XXe siècle), notamment les compositeurs bretons (Ropartz, Le Flem, Ladmirault, etc.) ;
- les œuvres pour chœur et ensemble à vents, en collaboration avec l'ensemble A Venti dirigé par Jean-Marc Philippe.

## Collaborations
Mélisme(s) collabore régulièrement avec l'ensemble Matheus dirigé par Jean-Christophe Spinosi, avec lequel il s'est produit à de nombreuses reprises, notamment au Théâtre des Champs-Élysées, à la Halle aux Grains de Toulouse et à la Philharmonie Luxembourg. Il a également été invité dans des festivals tels que Sablé-sur-Sarthe, Lanvellec, Utrecht ou la Chaise-Dieu.
Fortement implanté en Bretagne, Mélisme(s) participe à la vie de la région (notamment à l'opéra de Rennes où il est régulièrement invité, ainsi qu'aux côtés de l'Orchestre Symphonique de Bretagne), et œuvre pour remettre à l'honneur les compositeurs bretons (Ropartz, Le Flem, Ladmirault), en Bretagne et sur les scènes hexagonales. L'arrivée en tant qu'artiste associée de Marthe Vassallo, chanteuse traditionnelle reconnue, confirme la place spéciale que tiennent la musique et la culture bretonnes dans le répertoire et les projets de l'ensemble.
Plus récemment, l'association de Mélisme(s) avec le comédien et metteur en scène Jean-Michel Fournereau a ouvert de nouveaux chantiers d'expérimentation, au croisement entre musique et arts de la scène.

## Action culturelle
Le projet artistique et culturel de Mélisme(s) s'accompagne d'actions de sensibilisation, principalement en direction de quatre publics spécifiques :
- les chœurs d'enfants (parrainages) ;
- les chorales d'amateurs adultes ;
- les entreprises ;
- le milieu carcéral.

Mélisme(s) développe en parallèle des actions pédagogiques ponctuelles destinées au grand public. C'est ainsi que l'on retrouve, au fil des saisons, des concerts lecture, des répétitions publiques, des séances de découverte du répertoire ou encore des ateliers où le public est invité à se joindre au chœur.

## Discographie
Sous la direction de Gildas Pungier :
- Gildas Pungier, Kanamb Noël - Cycle de noëls populaires (Skarbo 2008)
- Paul Ladmirault, Chansons écossaises - chœurs profanes (Skarbo 2009)
- César Franck, Gabriel Fauré : Les sept paroles du Christ en croix de César Franck, et motets de Franck et Fauré (Skarbo 2014)

## Soutiens
Le chœur de chambre Mélisme(s) est soutenu par le Ministère de la Culture et de la Communication/Drac Bretagne, la Région Bretagne et le Département des Côtes d'Armor.